# Valenciennes
Valenciennes este un oraș în Franța, sub-prefectură a departamentului Nord, în regiunea Nord-Pas de Calais. Este traversat de râul Escaut, la confluența sa cu Rhonelle. 

## Instituții europene
La Valenciennes își are sediul Agenția Europeană pentru Căi Ferate⁠(fr)[traduceți].

## Personalități născute aici
- Balduin I de Constantinopol (sec. al XIII-lea), împărat al Imperiului Latin de Constantinopol;
- Margareta a II-a (1202 – 1280), contesă de Flandra.